# Gerard Bergholtz
Gerard Bergholtz, surnommé Pummy, né à Maastricht le 29 août 1939, est un ancien joueur néerlandais de football. Il évolue au poste d'attaquant et réalise sa carrière aux Pays-Bas et en Belgique.

## Carrière

### Carrière de joueur
Gerard Bergholtz se révèle dans les rangs du MVV Maastricht où il évolue à partir de 1957. Quatre saisons plus tard, il est recruté par le Feyenoord Rotterdam avec lequel il remporte le titre national néerlandais à deux reprises.
En 1965, il accepte un transfert vers la Belgique et débarque au Sporting d'Anderlecht. Ses qualités d'ailier vif et rapide font merveille. Il est champion de Belgique à trois reprises avec les « Mauves ». Lors de la saison 1969-1970, Pummy ne dispute que quatre rencontres sous le maillot d'Anderlecht, mais le 15 avril 1970, il écrit en lettres d'or une page importante de l'Histoire du Sporting Anderlechtois. Ce jour-là, au San Siro de Milan, Bergholtz marque un doublé qui permet aux « Mauves » de s'imposer (0-2), d'effacer la défaite 0-1 subie à l'aller, et donc de se qualifier pour la toute première finale européenne de l'Histoire du football belge.
En fin de saison 69-70, Gérard Bergholz décide de passer dans une autre cercle bruxellois, le Racing White. En 1973, ce club fusionne avec le Daring pour former le RWDM. Bergholtz reste encore une saison dans l'équipe qui termine 3e du championnat. 
Pummy Bergholtz prend alors la direction de la Division 2 en signant avec le R. AEC Mons. Après une 10e place, obtenue lors de sa première saison chez les « Dragons », il ne peut empêcher le club de glisser en Division 3 au terme de la saison 1975-1976. Âgé de 37 ans, il met alors un terme à sa carrière de joueur.

### International
Gerard Bergholtz porte 12 fois le maillot « Oranje » de l'équipe nationale des Pays-Bas.

### Carrière d'entraîneur
Dès la fin de sa carrière de joueur, Bergholtz se recycle dans la fonction d'entraîneur, fonction qu'il occupe pendant dix ans. Il débute dans le Limbourg belge avec un cercle des séries provinciales, le K. VV Lanaken, une commune frontalière proche de Maastricht, sa ville natale. 
Bergholtz passe ensuite à Bilzen, club qui vient d'accéder aux séries nationales. Sous sa conduite, le Bilzerse VV est champion de Promotion série B et monte en Division 3. Pummy reste encore une saison dans ce club qui termine vice-champion derrière l'équipe d'Hoeselt.
Fort de ces bons résultats, Bergholtz est engagé par Saint-Trond qui évolue à cette époque en « Division 2 ». Mais le club trudonnaire ne décolle pas avec de modestes 13e et 10e places et son contrat n'est pas renouvelé. Bergholtz passe alors les trois saisons suivantes aux commandes du Patro Eisden. Le club décroche le titre en Promotion série C lors de la saison 81-82, puis après une 5e place, s'offre le titre de Division 3 série B en 1984.
L'entraîneur retrouve donc la D2, mais à la tête du K. FC Diest, où les résultats sont plutôt moyens (10e et 13e). Bergholtz est alors appelé à la rescousse de La Gantoise qui est à la dérive en « Division 1 ». Engagé, le 4 décembre 1986, Pummy maintient les « Buffalos » parmi l'élite de justesse (16e sur 18), mais le début de la saison suivant lui est fatale. Il est remercié le 15 septembre 1988. La Gantoise est tout de même reléguée en fin de saison.
À la suite de son passage gantois, Gerard Bergholtz met un terme à sa carrière de manager.

## Palmarès

### Palmarès de joueur
- Champion des Pays-Bas (2) : 1962, 1965
- Champion de Belgique (3) : 1966, 1967, 1968

### Palmarès d'entraîneur
- Champion de Division 3 belge (1) : 1984
- Champion de Promotion belge (D4) (2) : 1978, 1982